# 左翼阵线—共产主义青年联盟
左翼阵线—共产主义青年联盟（匈牙利語：Baloldali Front - Kommunista Ifjúsági Szövetség）是匈牙利工人党的青年翼。该组织成立于1999年3月14日。该组织以马克思列宁主义为指导思想。该组织的总部位于布达佩斯。该组织的主席是háromtagú vezetőség。2004年，该组织加入世界民主青年联盟。该组织曾派代表参加欧洲共产主义青年组织会议。

## 目標
支持和平、反對匈牙利加入北約以及反對歐盟。他們主張工作、住宅和免費醫療為基本權利。他們希望為所有人提供免費且易於獲得的教育，並爭取學生的權利。